# إزرائيل خيريز مارتينيز
إزرائيل خيريز مارتينيز (بالإسبانية: Israel Jerez Martínez)‏ (8 أغسطس 1986 بغرناطة في إسبانيا - ) هو لاعب كرة قدم إسباني في مركز جناح ‏. لعب مع ريال خاين ونادي ألكويانو ونادي باراكالدو ونادي ديبورتيفو طليطلة ونادي غرناطة وCD Roquetas ‏ وArenas CD ‏ ونادي كاسيرينو.

## وصلات خارجية
- إزرائيل خيريز مارتينيز على موقع قاعدة بيانات كرة القدم.إي يو (الإنجليزية)
- إزرائيل خيريز مارتينيز على موقع Soccerway.com (الإنجليزية)
- إزرائيل خيريز مارتينيز على موقع AS.com (الإسبانية)